# تئودور لینک
تئودور لینک (انگلیسی: Theodore Link; ۱۷ مارس ۱۸۵۰ – ۱۲ نوامبر ۱۹۲۳) معمار اهل ایالات متحده آمریکا بود.